# اندی لاو (بازیکن فوتبال اهل انگلستان)
اندی لاو (انگلیسی: Andy Love؛ زادهٔ ۲۸ مارس ۱۹۷۹) بازیکن فوتبال اهل بریتانیا است.
از باشگاه‌هایی که در آن بازی کرده‌است می‌توان به باشگاه فوتبال گریمزبی تاون اشاره کرد.